# Gouvernement Diego
 Cantabrie
Revilla II Revilla III
Le gouvernement Diego est le gouvernement de Cantabrie entre le 28 juin 2011 et le 10 juillet 2015, durant la VIIIe législature du Parlement de Cantabrie. Il est présidé par Ignacio Diego.

## Historique
Ignacio Diego est investi président de Cantabrie le 23 juin 2011. Son gouvernement entre en fonction le 28 juin suivant après publication du décret de nomination au Bulletin officiel de la communauté autonome.

## Composition
| Fonction                                                                     | Titulaire | Titulaire                           | Parti |
| ---------------------------------------------------------------------------- | --------- | ----------------------------------- | ----- |
| Président                                                                    |           | Juan Ignacio Diego Palacios         | PP    |
| Vice-présidente Conseillère à la Santé et aux Services sociaux               |           | María José Sáenz de Buruaga         | PP    |
| Conseillère à la Présidence et à la Justice                                  |           | Leticia Díaz Rodríguez              | PP    |
| Conseiller aux Travaux publics et au Logement                                |           | Francisco Javier Rodríguez Argüeso  | PP    |
| Conseillère à l'Économie, aux Finances et à l'Emploi                         |           | Cristina Mazas Pérez-Oleaga         | PP    |
| Conseiller à l'Éducation, à la Culture et aux Sports                         |           | Miguel Ángel Serna Oliveira         | PP    |
| Conseillère à l'Élevage, à la Pêche et au Développement rural                |           | Blanca Azucena Martínez Gómez       | PP    |
| Conseiller à l'Innovation, à l'Industrie, au Tourisme et au Commerce         |           | Eduardo Arasti Barca                | PP    |
| Conseiller à l'Environnement, à l'Aménagement du territoire et à l'Urbanisme |           | Francisco Javier Fernández González | PP    |